# Ulf Snellman

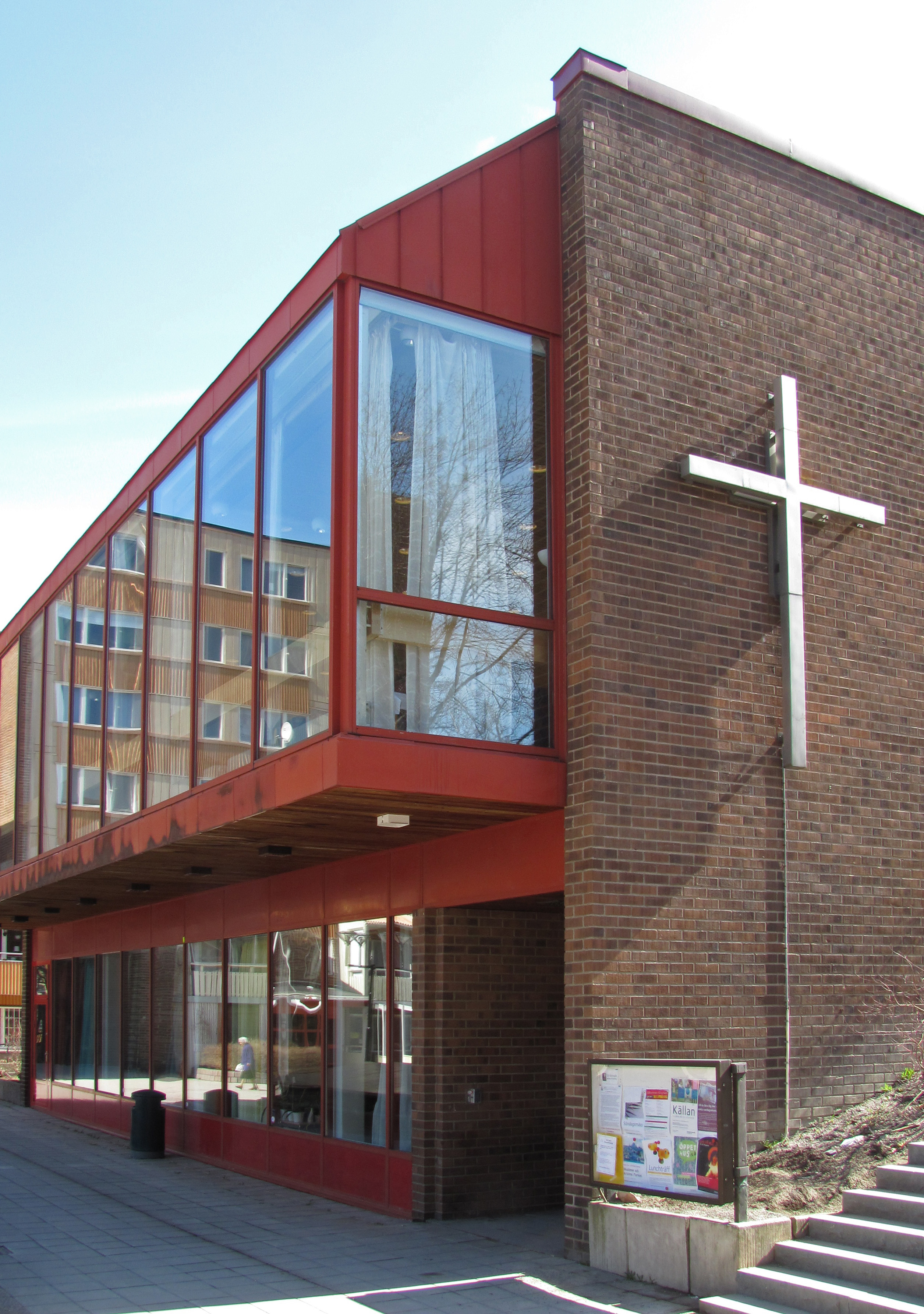
Fisksätra kyrka, tillsammans med Tore Forssman

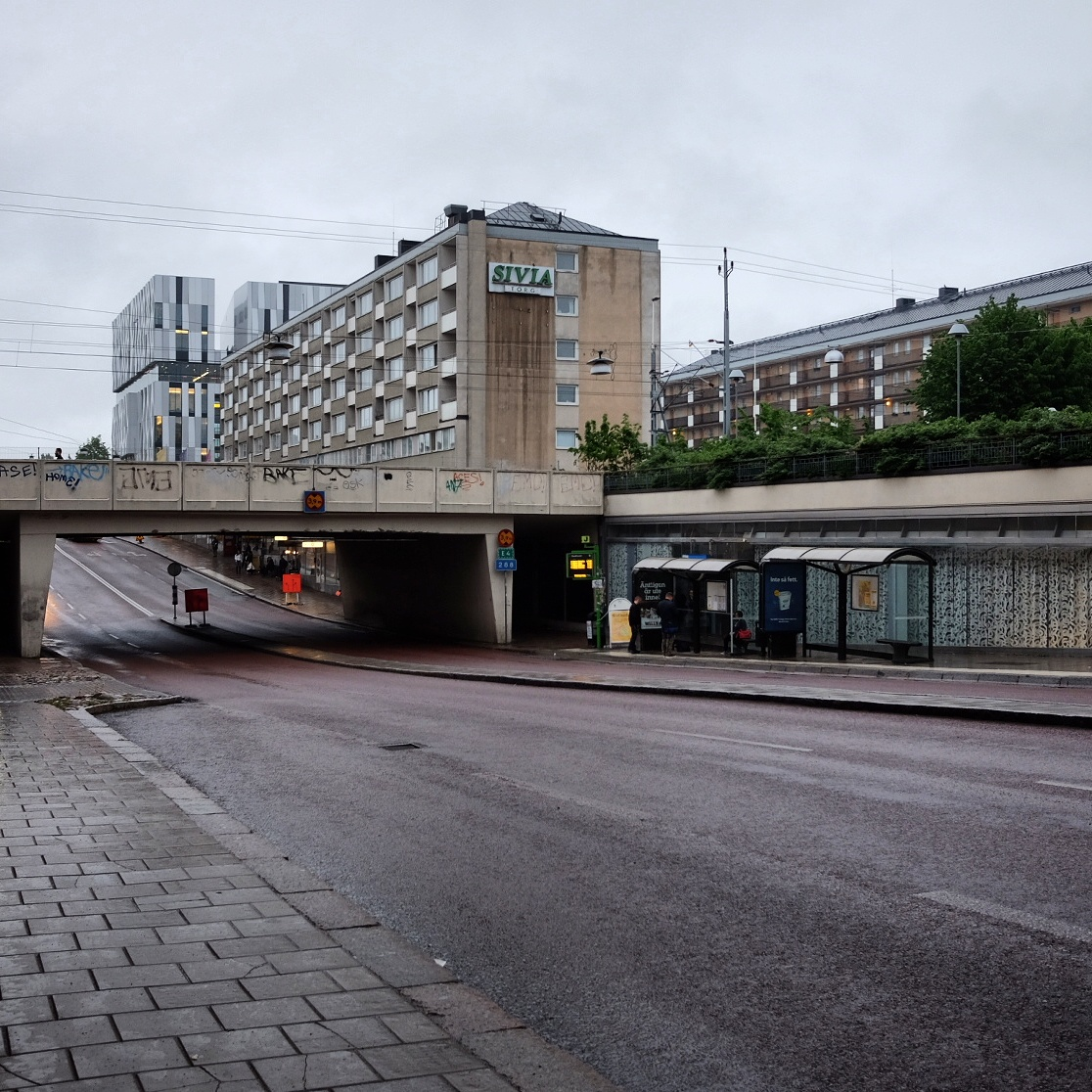
Kvarteret Siv, Uppsala, mellan järnvägsviadukten och Uppsala Konsert & Kongress, tillsammans med Tore Forsman. Numera rivet.

Ulf Snellman, född 12 juli 1910 på Östermalm i Stockholm, död 26 januari 1982 i Saltsjöbaden, var en svensk arkitekt.

## Utbildning och verksamhet
Snellman, som var son till bankdirektör Emil Snellman och Gunilla Brändström, och bror till arkitekten Brita Snellman. Han avlade studentexamen 1929 samt utexaminerades från Kungliga Tekniska högskolan 1933 och från Kungliga Konsthögskolan 1948. Han var anställd hos länsarkitekt Nils A. Blanck i Malmö 1934–1935, på Kooperativa förbundets arkitektkontor 1935–1941, vid Fortifikationsförvaltningen 1941–1946, vid Stockholms stads byggnadsnämnd 1946–1947, intendent vid Byggnadsstyrelsen 1948–1952, byrådirektör där 1953–1955 samt byggnadsråd och chef för intendentsbyrån 1955–1961. 
Snellman bedrev egen arkitektverksamhet från 1936, från 1961 tillsammans med Tore Forsman, senare även med Kjell Rosenborg under namnet Forsman, Rosenborg, Snellman arkitektkontor. Han var biträdande lärare i stadsbyggnad vid Kungliga Tekniska högskolan 1949–1952 samt lärare i stadsbyggnadskonst vid Kungliga Konsthögskolan 1954–1956. Han var medlem av avdelningsråden för arkitektur vid Kungliga Tekniska högskolan och Chalmers tekniska högskola 1957. Han var ordförande i Handarbetets vänner från 1962.

## Verk i urval
- Hotell Högland, Nässjö [1]
- Enskededalens sjukhus, Stockholm (aldrig utfört).
- Stadsplaner i Stensö- och Fisksätraområdena, Nacka kommun.
- Pensionärshotellet Syréngården i Saltsjöbaden, Nacka kommun.
- Turebergshuset, Sollentuna kommun
- Sivia torg, Uppsala (rivet)

## Egna publikationer
- Byggmästaren 1944:26 sid 484, Kv Cepheus (Takvåning)
- Byggmästaren 1946:12 sid 203, Simhallsfrågan vid Västerbottens regemente, Umeå. Ett inlägg.
- Arkitektur 1966:8 sid 310, Stadsplan för Fisksätraområdet, Nacka kommun.